# جورجيو بير
جورجيو بير هو محامي واقتصادي سويسري، ولد في 18 سبتمبر 1948 في شافهاوزن في سويسرا.

## وصلات خارجية
- جورجيو بير على موقع مونزينجر (الألمانية)